# Giuseppe Zais
Giuseppe Zais, född 22 mars 1709, död 29 oktober 1784, vare en italiensk konstnär.
Zais var verksam i Venedig omkring 1750-1778. Han övertog Marco Riccis dekorativa stil och utvecklade liksom Francesco Zuccarelli en akademiskt betonad konst med komponerade landskap som främsta motiv.